# Pycnocoma angustifolia
Pycnocoma angustifolia är en törelväxtart som beskrevs av David Prain. Pycnocoma angustifolia ingår i släktet Pycnocoma och familjen törelväxter. Inga underarter finns listade i Catalogue of Life.